# Josh Franceschi
Joshua James Alphonse Franceschi (nacido el 7 de agosto de 1990) es un vocalista, músico y compositor británico conocido por ser el líder vocalista de la banda You Me at Six.

## Biografía
Josh nació de los padres Anne Franceschi y Christian Franceschi en Weybridge, Surrey. Es de ascendencia corsa-francesa (paterna). Tiene una hermana, Elissa Franceschi, que también es vocalista. Vivió en Chipre en su primera infancia, pero luego se mudó a Twickenham para vivir con su abuela. A la edad de 9 años, regresó a Weybridge, Surrey. Asistió a la Heathside School hasta los 16 años y luego se trasladó a Esher College, donde estudió A-Levels en política, historia y estudios cinematográficos. Ahora vive en el norte de Londres.

## Vida personal
Josh Franceschi es vegano. La banda organizó una tienda de kebab vegana emergente en el lanzamiento de su álbum VI. Es fanático del equipo de futbol Arsenal. En 2021 se reveló que Josh está relacionado con el bajista de McFly, Dougie Poynter.

## Discografía

### ConYou Me at Six
Álbumes de estudio:
- 2008: Take Off Your Colours
- 2010: Hold Me Down
- 2011: Sinners Never Sleep
- 2014: Cavalier Youth
- 2017: Night People
- 2018: VI
- 2021: Suckapunch
- 2023: Truth Decay

### Colaboraciones
| Año  | Canción                                 | Artista              | Álbum                                    |
| ---- | --------------------------------------- | -------------------- | ---------------------------------------- |
| 2009 | «This Is Why We Can't Have Nice Things» | The Blackout         | The Best in Town                         |
| 2010 | «Fuck»                                  | Bring Me the Horizon | There Is a Hell...                       |
| 2012 | «A Decade Drifting»                     | Your Demise          | The Golden Age                           |
| 2013 | «24»                                    | Hellions             | Opera Oblivia                            |
| 2022 | «Lose My Mind»                          | James Arthur         | It'll All Make Sense in the End (Deluxe) |